# Wolfsberg (montagna)
Il Wolfsberg è una collina alta 342,9 metri sul livello del mare nella Svizzera sassone nel Land tedesco di Sassonia in Germania.

## Localizzazione geografica
Il Wolfsberg si trova a sud di Reinhardtsdorf-Schöna e fa parte del complesso montuoso delle Elbsandsteingebirge. La sua cima si trova alle spalle del Panoramahotel Wolfsberg, ma è situata su un terreno privato e non è facilmente accessibile. Appena al di sotto dell'hotel un importante percorso escursionistico, il "Sentiero dei Pittori" (Malerweg), si interseca con il sentiero che conduce alla più imponente collina della Svizzera sassone, il  Großer Zschirnstein. Un pannello informativo qui collocato descrive la biografia del pittore romantico Caspar David Friedrich  noto per avere dipinto paesaggi ispirati da questi luoghi.

## Storia
Nel 1890, poco sotto la sommità, fu costruita una locanda che diventò una meta popolare per i turisti grazie alla vista consentita dalla posizione. La locanda è oggi stata trasformata in un "Panorama hotel".

## Scalata alla cima
La salita alla cima si può intraprendere dalla stazione ferroviaria di Schmilka, nella Valle dell'Elba, seguendo un sentiero escursionistico segnalato in rosso che si snoda, passando per il Kaiserkrone, attraverso Schöna e Neue Sorge fino al Wolfsberg. È possibile proseguire lungo il percorso attraverso una foresta e raggiungere il Großer Zschirnstein.

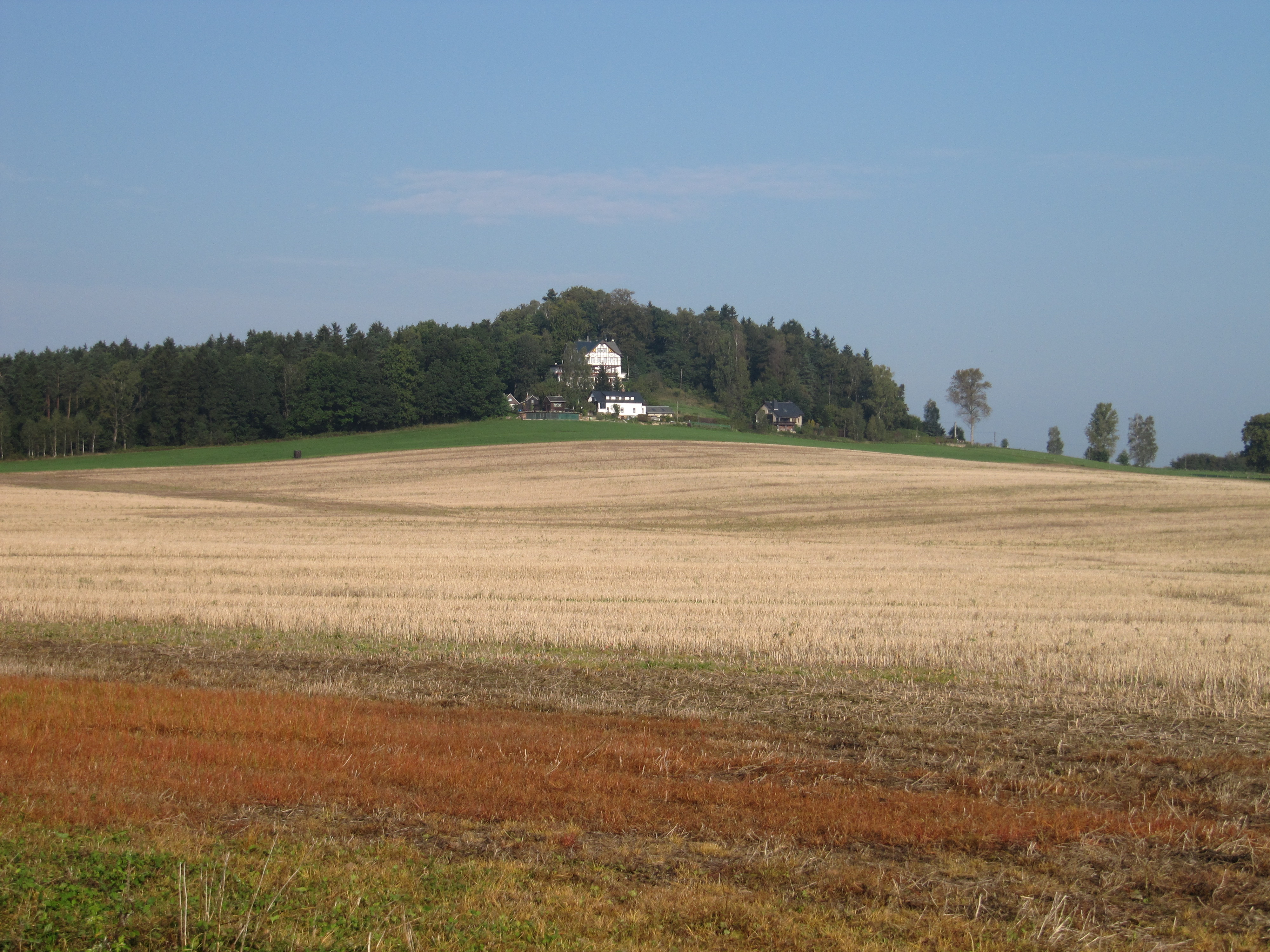
Il Wolfsberg visto dalla foresta a nord di Reinhardtsdorf